# Patrick Graham Forrester
Patrick Graham Forrester (*31. března 1957 v El Paso, stát Texas), americký důstojník a kosmonaut, 405. člověk ve vesmíru. Ve vesmíru byl třikrát.

## Život

### Studium a vojenská kariéra
Absolvoval střední školu West Springfeld High School (1975), pokračoval ve studiích na vojenské akademii United States Military Academy ve West Pointu, kterou dokončil v roce 1979, a později během vojenské kariéry získal další stupně vzdělání na University of Virginia (1989), v Námořní škole testovacích pilotů v Marylandu (1992) a dalších vojenských specializačních školách. Jako vojenský a testovací pilot a letecký instruktor absolvoval 5 300 letových hodin na asi 50 typech letounů. Z armády byl vyřazen v roce 2005.

### Lety do vesmíru
V roce 1993 začal pracovat pro NASA jako letecký inženýr v Johnsonově vesmírném středisku v Houstonu a v roce 1996 byl vybrán mezi členy 16. skupiny astronautů NASA a zahájil dvouletý základní trénink.
Na oběžnou dráhu se v raketoplánu Space Shuttle dostal třikrát, vždy ve funkcí letového specialisty a pokaždé pracoval na orbitální stanici ISS. Ve vesmíru strávil 39 dní, 14 hodin a 18 minut. Během prvních dvou letů absolvoval také čtyři výstupy do volného vesmíru (EVA) v celkové délce 25 hodin a 30 minut.
- STS-105 Discovery (10. srpen 2001 – 22. srpen 2001)
- STS-117 Atlantis (8. června 2007 – 22. června 2007)
- STS-128 Discovery (29. srpen 2009 – 12. září 2009)

### Další kariéra v NASA
I po svém třetím letu Forrester zůstal v NASA a poskytoval podporu oddílu astronautů v různých manažerských a technických pozicích i jako komunikátor řídicího týmu vůči posádkám (CAPCOM), od června 2017 do prosince 2020 pak byl vedoucím Kanceláře astronautů, což je nejvyšší manažerská pozice v oddílu astronautů NASA. Poté až do poloviny roku 2024 působil na centrále NASA ve Washingtonu, naposledy byl ředitelem Kanceláře pro technickou integraci. K 29. červnu 2024 odešel do penze.

### Osobní život
Forrester má přezdívku Pat. S manželkou Dianou (rozená Morrisová) mají dvě děti. 